# Коммерческий Банк Кении
Коммерческий Банк Кении — банк, расположенный в Найроби, Кения. На декабрь 2010 года являлся одним из трех крупнейших банков в Кении, наряду с Barclays Bank Kenya и Standard Chartered Bank Kenya.

## История
История Кенийского Коммерческого Банка начинается в 1896 году, когда его предшественник, Национальный Банк Индии (сегодня это en:Grindlays Bank), открыл отделение в Момбасе, втором по величине городе Кении. Восемь лет спустя, в 1904 году, банк расширил своё присутствие, открыв отделение в Найроби, ставшее штаб-квартирой для последующего строительства железной дороги в Уганду.
Следующее важное событие в истории Банка происходит в 1958 году, когда Grindlays Bank и National Bank of India объявляют о слиянии и образуют en:National and Grindlays Bank. После провозглашения в 1963 году Кенией независимости, правительство сосредоточило в своих руках более 60 % акций National and Grindlays Bank и в 1970-х — 100 %, став единоличным держателем крупнейшего в стране коммерческого банка. Банк был переименован в Коммерческий Банк Кении. В последние годы правительство избавилось от значительной доли акций, доведя её до 17,74 % в августе 2010 года.

## Владельцы
По состоянию на август 2010 года, Правительство Кении владеет 17,74 % Банка, остальные 82,26 % распределены между институциональными и частными инвесторами.

## Сеть филиалов
Кенийский Коммерческий Банк имеет более 170 филиалов по всей Кении, что делает его банком с крупнейшей сетью филиалов в стране.

## Спорт
Банк поддерживает футбольный клуб (en:Kenya Commercial Bank (sports club)), а также команды по регби, волейболу и баскетболу. Также является спонсором Ралли Сафари.